# もんたよしのり
もんた よしのり（1951年〈昭和26年〉1月8日 - 2023年〈令和5年〉10月18日）は、日本の歌手・シンガーソングライター・俳優。兵庫県神戸市育ち。血液型はA型。娘は元COLORの門田こむぎ。

## 経歴
1964年、ビートルズのコピーに熱中しバンド活動を開始。1967年、報徳学園高等学校に入学。ハンドボール部に在籍しながら、音楽にも没頭しR&Bやソウルなどを中心に歌う。1968年本格的に音楽活動を開始。
1970年、全日本フォークジャンボリーに中川イサトらと共に「インスタンツ」として出演。1971年、上京、シングル「この足の鎖ひきちぎりたい」でソロ歌手としてデビュー。1976年の「もんた頼命」名義でリリースした「どこへもゆきたくないな」『報知新聞』1976年7月19日付のレコード評では「ブルースを歌ってもいいぐらいの歌唱力。作られた薄っぺらい歌い方じゃない。フォークでこれほど存在感のある歌手は珍しい」などとフォーク歌手として紹介されている。
1980年、「もんた&ブラザーズ」として再デビュー、「ダンシング・オールナイト」をリリース。大ヒットとなり、第22回日本レコード大賞金賞、第11回日本歌謡大賞放送音楽特別賞、第13回全日本有線放送大賞などを受賞、第31回NHK紅白歌合戦にも出場した。この当時は北島音楽事務所に所属していた。1981年、俳優として『燃える勇者』で映画に初出演する。本業では第10回東京音楽祭に出場し、「スティーヴィー・ワンダー賞」を受賞。
1983年、当時同じ事務所に所属していた大橋純子とのデュエットで「夏女ソニア」をリリース。コーセー化粧品・夏のキャンペーンソング。作詞・作曲を手がけた「ギャランドゥ」が西城秀樹のシングルとしてリリースされ、西城は6年連続となる第25回日本レコード大賞金賞を受賞、さらに第34回NHK紅白歌合戦でも歌唱した。
1984年、「もんた&ブラザーズ」を解散。音楽活動を一時休止。映画『愛しき日々よ』に本名の門田頼命名義で主演、本格的に俳優活動を行う。第10回報知映画賞 新人賞受賞。1986年 「お前が好きやねん」を本名名義で発売し、再びソロ歌手として活動を再開。
2007年 「もんた&ブラザーズ」再結成。9月26日SHIBUYA-AX、10月8日なんばHatchでのライブを皮切りにバンド活動を本格化。
2009年 MONTA,bigbear&卍line （窪塚洋介）で「ありがとう」リリース。これを皮切りにレゲエ音楽も歌う。
2023年10月22日、18日朝に救急搬送されたが、大動脈解離のため死去したことが、所属事務所によって発表された。72歳没。同年9月26日にNHKに生出演で歌唱を披露してから、1ヶ月も経たぬ内であった。

## エピソード
- 小学校時代の美術教師が灰谷健次郎である[7]。
- 本人主催のチャリティーコンサートを数多く開催しており、売上や募金は全て発展途上国や阪神・淡路大震災などの支援金として寄付されている[要出典]。
- 『THE夜もヒッパレ』で娘のこむぎが中学受験に合格した際、大ファンだということで安室奈美恵から「こむぎちゃんおめでとう!」とのメッセージが流された。
- 1996年8月『24時間テレビ 「愛は地球を救う」』で娘のこむぎがもんたへの手紙を涙ながらに読んだ。内容は、前年もんたがマラリアにかかって死にかけていたことについて。

## ディスコグラフィ
※　バンド活動時の所属レコード会社は日本フォノグラム（現：ユニバーサルミュージックジャパン）。
※　解散後の所属は徳間ジャパン（現：徳間ジャパンコミュニケーションズ）→ソニー・ミュージックエンタテインメント（現：ソニー・ミュージックレーベルズ）。

### 「もんた&ブラザーズ」名義

#### シングル
| 発売日                                  | オリコン 最高位                         | 面                                      | タイトル                                | 作詞                                    | 作曲                                    | 編曲                                    | 規格品番                                |
| フィリップス・レコード/日本フォノグラム | フィリップス・レコード/日本フォノグラム | フィリップス・レコード/日本フォノグラム | フィリップス・レコード/日本フォノグラム | フィリップス・レコード/日本フォノグラム | フィリップス・レコード/日本フォノグラム | フィリップス・レコード/日本フォノグラム | フィリップス・レコード/日本フォノグラム |
| --------------------------------------- | --------------------------------------- | --------------------------------------- | --------------------------------------- | --------------------------------------- | --------------------------------------- | --------------------------------------- | --------------------------------------- |
| 1980年4月21日                           | 1位                                     | A                                       | ダンシング・オールナイト                | 水谷啓二                                | もんたよしのり                          | もんた＆Brothers 松井忠重               | FS-2175                                 |
| 1980年4月21日                           | 1位                                     | B                                       | JOURNEY                                 | 水谷啓二                                | もんたよしのり                          | もんた＆Brothers 松井忠重               | FS-2175                                 |
| 1980年10月5日                           | 10位                                    | A                                       | 赤いアンブレラ                          | 栂尾多恵子                              | もんたよしのり                          | もんた＆Brothers 松井忠重               | 7PL-7                                   |
| 1980年10月5日                           | 10位                                    | B                                       | お前の夢を                              | 森田由美                                | もんたよしのり                          | もんた＆Brothers 松井忠重               | 7PL-7                                   |
| 1981年2月10日                           | 36位                                    | A                                       | ウィンド&レイニーデイ                   | 篠塚満由美                              | もんたよしのり                          | もんた＆Brothers 松井忠重               | 7PL-21                                  |
| 1981年2月10日                           | 36位                                    | B                                       | NOBODY KNOWS                            | KURO                                    | もんたよしのり                          | もんた＆Brothers                        | 7PL-21                                  |
| 1981年10月25日                          | 7位                                     | A                                       | DESIRE                                  | 園部和範                                | もんたよしのり                          | もんた＆Brothers                        | 7PL-45                                  |
| 1981年10月25日                          | 7位                                     | B                                       | 抱きしめたい（Just Only Tonight）       | 園部和範                                | もんたよしのり                          | もんた＆Brothers                        | 7PL-45                                  |
| 1982年3月10日                           | 29位                                    | A                                       | KOBE                                    | 麻衣奈                                  | もんたよしのり                          | もんた＆Brothers                        | 7PL-70                                  |
| 1982年3月10日                           | 29位                                    | B                                       | Last Card                               | KURO                                    | もんたよしのり                          | もんた＆Brothers                        | 7PL-70                                  |
| 1982年11月5日                           | 38位                                    | A                                       | Just You                                | 来生えつこ                              | もんたよしのり                          | 小田健二郎                              | 7PL-103                                 |
| 1982年11月5日                           | 38位                                    | B                                       | 波止場                                  | もんたよしのり・KURO                    | もんたよしのり                          | 角田順                                  | 7PL-103                                 |
| 1983年                                  |                                         | A                                       | Gone-Gone                               | KURO                                    | もんたよしのり                          | 小田健二郎                              | 7PL-128                                 |
| 1983年                                  | B                                       | 独りにしないで                          | 大津あきら                              |                                         | もんたよしのり                          | 小田健二郎                              | 7PL-128                                 |
| 1983年11月21日                          | 51位                                    | A                                       | デンジャー・ラブ                        | 吉田美奈子                              | もんたよしのり                          | 佐藤準                                  | 7PL-143                                 |
| 1983年11月21日                          | 51位                                    | B                                       | 振り向けばジェラシー                    | 有川正沙子                              | もんたよしのり                          | 渡辺敬之                                | 7PL-143                                 |

#### アルバム
| 発売日                                  | タイトル                                | 規格                                    | 規格品番                                |
| フィリップス・レコード/日本フォノグラム | フィリップス・レコード/日本フォノグラム | フィリップス・レコード/日本フォノグラム | フィリップス・レコード/日本フォノグラム |
| --------------------------------------- | --------------------------------------- | --------------------------------------- | --------------------------------------- |
| 1980年7月25日                           | Act1                                    | LP                                      | 27PL-1                                  |
| 1981年3月5日                            | Half&Half                               | LP                                      | 28PL-1                                  |
| 1981年11月5日                           | Act3                                    | LP                                      | 28PL-18                                 |
| 1982年11月25日                          | 翔                                      | LP                                      | 28PL-35                                 |
| 1983年3月5日                            | Monta&Brothers SPECIAL ACT              | LP                                      | 28PL-51                                 |
| 1983年8月25日                           | DING DANG                               | LP                                      | 28PL-54                                 |

##### ベストアルバム
| 発売日         | タイトル                                                | レーベル                 | 規格 | 規格品番  |
| -------------- | ------------------------------------------------------- | ------------------------ | ---- | --------- |
| 1993年5月26日  | もんた&ブラザーズ NEW BEST                              | フィリップス・レコード   | CD   | PHCL-2021 |
| 2001年6月21日  | もんた&ブラザーズ NEW BEST                              | フィリップス・レコード   | CD   | PHCL-2021 |
| 2001年12月19日 | スーパー・バリュー/もんた&ブラザーズ                    | ユニバーサルミュージック | CD   | UMCK-8511 |
| 2003年11月26日 | ゴールデン☆ベスト もんた＆ブラザーズ シングルス・プラス | ユニバーサルミュージック | CD   | UICZ-6030 |
| 2012年12月5日  | ゴールデン☆ベスト もんた＆ブラザーズ シングルス・プラス | ユニバーサルミュージック | CD   | UMCC-1002 |
| 2023年6月14日  | ゴールデン☆ベスト もんた＆ブラザーズ シングルス・プラス | ユニバーサルミュージック | CD   | UPCY-9277 |
| 2005年11月9日  | もんた&ブラザーズ ベスト10                              | ユニバーサルミュージック | CD   | UPCY-9023 |
| 2008年1月30日  | GREATEST HITS ~monta selection~                         | ユニバーサルミュージック | CD   | UMCC-1002 |
| 2010年1月1日   | ベストセレクション                                      | ユニバーサルミュージック | CD   | TRUE-1022 |
| 2018年3月21日  | エッセンシャル・ベスト 1200 もんた&ブラザーズ           | ユニバーサルミュージック | CD   | UPCY-7497 |

### 「もんたよしのりwith大橋純子」名義
| 発売日                                  | オリコン 最高位                         | 面                                      | タイトル                                | 作詞                                    | 作曲                                    | 編曲                                    | 規格                                    | 規格品番                                |
| フィリップス・レコード/日本フォノグラム | フィリップス・レコード/日本フォノグラム | フィリップス・レコード/日本フォノグラム | フィリップス・レコード/日本フォノグラム | フィリップス・レコード/日本フォノグラム | フィリップス・レコード/日本フォノグラム | フィリップス・レコード/日本フォノグラム | フィリップス・レコード/日本フォノグラム | フィリップス・レコード/日本フォノグラム |
| --------------------------------------- | --------------------------------------- | --------------------------------------- | --------------------------------------- | --------------------------------------- | --------------------------------------- | --------------------------------------- | --------------------------------------- | --------------------------------------- |
| 1983年4月6日                            | 16位                                    | A                                       | 夏女ソニア                              | 阿久悠                                  | 芳野藤丸                                | 佐藤準                                  | シングル・レコード                      | 7PL-117                                 |
| 1983年4月6日                            | 16位                                    | B                                       | ハーバーライト                          | 篠塚満由美                              | もんたよしのり                          | 松井忠重                                | シングル・レコード                      | 7PL-117                                 |

### 「大橋純子withもんたよしのり」名義
| 発売日                                  | オリコン 最高位                         | 面                                      | タイトル                                | 作詞                                    | 作曲                                    | 編曲                                    | 規格                                    | 規格品番                                |
| フィリップス・レコード/日本フォノグラム | フィリップス・レコード/日本フォノグラム | フィリップス・レコード/日本フォノグラム | フィリップス・レコード/日本フォノグラム | フィリップス・レコード/日本フォノグラム | フィリップス・レコード/日本フォノグラム | フィリップス・レコード/日本フォノグラム | フィリップス・レコード/日本フォノグラム | フィリップス・レコード/日本フォノグラム |
| --------------------------------------- | --------------------------------------- | --------------------------------------- | --------------------------------------- | --------------------------------------- | --------------------------------------- | --------------------------------------- | --------------------------------------- | --------------------------------------- |
| 1984年6月21日                           |                                         | A                                       | 恋はマジック                            | 和訳：森浩美                            | P.Yellowstone，S.Voice，M.Tinley        | 佐藤準                                  | シングル・レコード                      | 7PL-161                                 |
| 1984年6月21日                           | B                                       | A LOVE AFFAIR                           | 大橋純子                                | 佐藤健                                  | 佐藤健                                  |                                         | シングル・レコード                      | 7PL-161                                 |

### 「もんたよしのり・門田頼命」名義

#### シングル
| 発売日                                                                                          | オリコン 最高位                                                                                 | 面                                                                                              | タイトル                                                                                        | 作詞                                                                                            | 作曲                                                                                            | 編曲                                                                                            | 規格品番                                                                                        |
| ビクターレコード/日本ビクター→ビクター音楽産業（現：JVCケンウッド・ビクターエンタテインメント） | ビクターレコード/日本ビクター→ビクター音楽産業（現：JVCケンウッド・ビクターエンタテインメント） | ビクターレコード/日本ビクター→ビクター音楽産業（現：JVCケンウッド・ビクターエンタテインメント） | ビクターレコード/日本ビクター→ビクター音楽産業（現：JVCケンウッド・ビクターエンタテインメント） | ビクターレコード/日本ビクター→ビクター音楽産業（現：JVCケンウッド・ビクターエンタテインメント） | ビクターレコード/日本ビクター→ビクター音楽産業（現：JVCケンウッド・ビクターエンタテインメント） | ビクターレコード/日本ビクター→ビクター音楽産業（現：JVCケンウッド・ビクターエンタテインメント） | ビクターレコード/日本ビクター→ビクター音楽産業（現：JVCケンウッド・ビクターエンタテインメント） |
| ----------------------------------------------------------------------------------------------- | ----------------------------------------------------------------------------------------------- | ----------------------------------------------------------------------------------------------- | ----------------------------------------------------------------------------------------------- | ----------------------------------------------------------------------------------------------- | ----------------------------------------------------------------------------------------------- | ----------------------------------------------------------------------------------------------- | ----------------------------------------------------------------------------------------------- |
| 1971年8月1日                                                                                    |                                                                                                 | A                                                                                               | この足の鎖ひきちぎりたい                                                                        | もんた頼命                                                                                      | 葵まさひこ                                                                                      | 葵まさひこ                                                                                      | SF-4                                                                                            |
| 1971年8月1日                                                                                    | B                                                                                               | イブのブルース                                                                                  | すずききよし                                                                                    | すずききよし                                                                                    | すずききよし                                                                                    |                                                                                                 | SF-4                                                                                            |
| 1972年7月1日                                                                                    |                                                                                                 | A                                                                                               | 乾いた世界                                                                                      | St.ばらやど                                                                                     | M.Fisher                                                                                        | 成毛滋                                                                                          | SF-72                                                                                           |
| 1972年7月1日                                                                                    | B                                                                                               | 雨あがり                                                                                        | もんたよしのり                                                                                  | St.ばらやど                                                                                     | 柳田ヒロ                                                                                        |                                                                                                 | SF-72                                                                                           |
| フィリップス・レコード/日本フォノグラム                                                         |                                                                                                 |                                                                                                 |                                                                                                 |                                                                                                 |                                                                                                 |                                                                                                 |                                                                                                 |
| 1974年                                                                                          |                                                                                                 | A                                                                                               | ふりむくな鶴吉(メイン・テーマ)                                                                  | ー                                                                                              | 樋口康雄                                                                                        | 樋口康雄                                                                                        | FS-1813                                                                                         |
| 1974年                                                                                          | B                                                                                               | 少年 - 鶴吉のバラード -                                                                         | 杉山義法                                                                                        |                                                                                                 | 樋口康雄                                                                                        | 樋口康雄                                                                                        | FS-1813                                                                                         |
| ワーナー・パイオニア（現：ワーナーミュージック・ジャパン）/エレクトラ・レコード                 |                                                                                                 |                                                                                                 |                                                                                                 |                                                                                                 |                                                                                                 |                                                                                                 |                                                                                                 |
| 1976年                                                                                          |                                                                                                 | A                                                                                               | どこへもゆきたくないな                                                                          | 谷川俊太郎                                                                                      | もんた頼命                                                                                      | チト河内                                                                                        | L-21E                                                                                           |
| 1976年                                                                                          | B                                                                                               | こんがりトンガ                                                                                  | 坂本玖美子                                                                                      |                                                                                                 | もんた頼命                                                                                      | チト河内                                                                                        | L-21E                                                                                           |
| ジャパン・レコード/徳間ジャパン                                                                 |                                                                                                 |                                                                                                 |                                                                                                 |                                                                                                 |                                                                                                 |                                                                                                 |                                                                                                 |
| 1985年11月25日                                                                                  | 50位                                                                                            | A                                                                                               | お前が好きやねん                                                                                | 麻衣奈                                                                                          | 門田頼命                                                                                        | 丸山恵市                                                                                        | 7JAS-52                                                                                         |
| 1985年11月25日                                                                                  | 50位                                                                                            | B                                                                                               | ウェディング・ワルツ                                                                            | 麻衣奈                                                                                          | 門田頼命                                                                                        | 坂口幸司                                                                                        | 7JAS-52                                                                                         |
| 1987年3月25日                                                                                   |                                                                                                 | A                                                                                               | WOMAN                                                                                           | 麻衣奈                                                                                          | 門田頼命                                                                                        | 鳥山雄司                                                                                        | 7JAS-78                                                                                         |
| 1987年3月25日                                                                                   | B                                                                                               | Woman (English ver.)                                                                            | 英訳：西澤温子                                                                                  |                                                                                                 | 門田頼命                                                                                        | 鳥山雄司                                                                                        | 7JAS-78                                                                                         |
| 1987年11月25日                                                                                  |                                                                                                 | A                                                                                               | TELL ME PLEASE                                                                                  | 麻衣奈                                                                                          | 門田頼命                                                                                        | 綛田陽宏                                                                                        | 7JAS-90                                                                                         |
| 1987年11月25日                                                                                  | B                                                                                               | 17才                                                                                            | 鳥山雄司                                                                                        | 麻衣奈                                                                                          | 門田頼命                                                                                        |                                                                                                 | 7JAS-90                                                                                         |
| CBS・ソニー                                                                                     |                                                                                                 |                                                                                                 |                                                                                                 |                                                                                                 |                                                                                                 |                                                                                                 |                                                                                                 |
| 1990年12月21日                                                                                  |                                                                                                 | 1                                                                                               | 言い出せないなら                                                                                | もんたよしのり                                                                                  | もんたよしのり                                                                                  |                                                                                                 | CSDL-3212                                                                                       |
| 1990年12月21日                                                                                  | 2                                                                                               | ON THE BORDER                                                                                   |                                                                                                 | もんたよしのり                                                                                  | もんたよしのり                                                                                  |                                                                                                 | CSDL-3212                                                                                       |
| ソニーレコード/ソニー・ミュージックエンタテインメント                                           |                                                                                                 |                                                                                                 |                                                                                                 |                                                                                                 |                                                                                                 |                                                                                                 |                                                                                                 |
| 1991年10月25日                                                                                  |                                                                                                 | 1                                                                                               | ハレルヤ                                                                                        | もんたよしのり                                                                                  | もんたよしのり                                                                                  |                                                                                                 | SRDL-3364                                                                                       |
| 1991年10月25日                                                                                  | 2                                                                                               | 10年目の結婚記念日                                                                              |                                                                                                 | もんたよしのり                                                                                  | もんたよしのり                                                                                  |                                                                                                 | SRDL-3364                                                                                       |
| 1991年12月21日                                                                                  |                                                                                                 | 1                                                                                               | イエス・イエス・イエス                                                                          | もんたよしのり                                                                                  | もんたよしのり                                                                                  | もんたよしのり 芳野藤丸                                                                         | SRDL-3425                                                                                       |
| 1991年12月21日                                                                                  | 2                                                                                               | 大丈夫                                                                                          |                                                                                                 | もんたよしのり                                                                                  | もんたよしのり                                                                                  | もんたよしのり 芳野藤丸                                                                         | SRDL-3425                                                                                       |
| 1994年8月21日                                                                                   |                                                                                                 | 1                                                                                               | はればれ                                                                                        | もんたよしのり                                                                                  | もんたよしのり                                                                                  | 中村建治                                                                                        | SRDL-3906                                                                                       |
| 1994年8月21日                                                                                   | 2                                                                                               | 家に帰ろう                                                                                      |                                                                                                 | もんたよしのり                                                                                  | もんたよしのり                                                                                  | 中村建治                                                                                        | SRDL-3906                                                                                       |

#### アルバム
| 発売日                                                | タイトル                                  | 規格                                      | 規格品番                                  |
| ワーナー・パイオニア/エレクトラ・レコード             | ワーナー・パイオニア/エレクトラ・レコード | ワーナー・パイオニア/エレクトラ・レコード | ワーナー・パイオニア/エレクトラ・レコード |
| ----------------------------------------------------- | ----------------------------------------- | ----------------------------------------- | ----------------------------------------- |
| 1976年                                                | HORIZON ※ もんた頼命名義                  | LP                                        | L-11019E                                  |
| ジャパン・レコード/徳間ジャパン                       |                                           |                                           |                                           |
| 1986年5月25日                                         | HOT SUMMER NIGHT                          | LP                                        | 28JAL-3052                                |
| 1987年4月25日                                         | bitter                                    | LP                                        | 28JAL-3087                                |
| CBS・ソニー                                           |                                           |                                           |                                           |
| 1990年12月21日                                        | ON THE BORDER                             | CD                                        | CSCL-1615                                 |
| ソニーレコード/ソニー・ミュージックエンタテインメント |                                           |                                           |                                           |
| 1991年10月25日                                        | HALLELUJAH                                | CD                                        | SRCL-2172                                 |

## 出演

### バラエティ
- ワンダラーズ（関西テレビ報道制作、メイン司会）
- 標高400伽アンデス塩の遭〜ボリビア最後のリャマの隊商〜（フジテレビ、ドキュメンタリー）
- THE 夜もヒッパレ（日本テレビ）
- 絶対に笑ってはいけないホテルマン24時（日本テレビ）
  - ※VTRで登場し「ダンシング・オールナイト」の替え歌を披露

### ラジオ
- ヤング コネクション ポップアイランド（ラジオ関西）

### 舞台
- ジーザス・クライスト＝スーパースター（1987年、劇団四季公演） - ヘロデ 役
- ブロードウェイ物語（1995年） - 主演

### 映画
- 燃える勇者（1981年、東映）- 立花弘 役
- 愛しき日々よ（1984年、東宝） - 主演・瀬川敏夫 役

### ドラマ
- 金曜ドラマ「ふりむくな鶴吉」 第27回「盛り場」（1975年5月9日、NHK） - 流れ者えて 役　※主題歌も担当
- サントリードラマスペシャル「幕末青春グラフィティ 坂本竜馬」（1982年11月16日、日本テレビ） - 新宮馬之助 役
- 銀河テレビ小説「二度のお別れ」（1985年、NHK） - 主演・亀田刑事 役

### ドキュメンタリー
- 青春・スターの条件 （1978年5月3日、NHK）
  - 売れない歌手の下積み生活（当時の芸名はもんた頼命）を、当時ホリプロが全力を挙げて売り出し中のアイドル歌手西村まゆ子（第2回ホリプロタレントスカウトキャラバングランプリ）と対比する形で取材したドキュメント番組。ちなみに西村は同年中に素行不良を理由に事務所を解雇され、一方のもんたは2年後に「ダンシング・オールナイト」の大ヒットでスターダムにのし上がっており、対照的な結果となった。

### NHK紅白歌合戦出場歴
もんた&ブラザーズとして出場
| 年度/放送回               | 回 | 曲目                     | 出演順 | 対戦相手                      |
| ------------------------- | -- | ------------------------ | ------ | ----------------------------- |
| 1980年（昭和55年）/第31回 | 初 | ダンシング・オールナイト | 09/23  | ロス・インディオス&シルヴィア |

注意点
- 出演順は「出演順/出場者数」で表す。

### CM
- 永谷園 ココア（1980年）
- ミニストップ（ナレーション）
- タイガーSAHARA（楽曲）
- サークルK（歌唱）
- 関西電力（出演）
- 伊勢丹（ナレーション）
- トヨタ（ナレーション）
- 黄桜 呑（歌唱）
- 東京メガネ（歌唱）
- ネスカフェゴールドブレンド（歌唱）
- 日本コカ・コーラ（ナレーション）
- 志摩スペイン村（歌唱）
- サントリー（ナレーション）
- ハウス食品（楽曲・出演）
- 月星化成（歌唱）
- インテルナきたむら（楽曲）
- キリン午後の紅茶（ナレーション）
- アートネイチャー（楽曲）
- ノエビア化粧品（歌唱）
- 東芝（歌唱）
- フジカラーフィルム（ナレーション）
- JR西日本（ナレーション）
- KDD（ナレーション）
- ビクター（出演）
- コーセー化粧品（楽曲）
- クラリオン（楽曲）

## 受賞歴
- 第47回ゴールデンディスク 編曲賞・5月度新人賞
- 日本レコードセールス大賞 6月度新人賞
- 1980KBC新人歌謡音楽祭 特別賞
- 第10回銀座音楽祭ラジオディスク グランプリ
- S55年度全国ラジオ音楽賞 ベストテン歌手賞
- 第7回横浜音楽祭 横浜音楽祭賞
- 第13回全日本有線放送大賞 上半期グランプリ・下半期グランプリ・優秀スター賞・グランプリ
- 第4回ラジオリクエスト 大賞
- 第7回KBC大賞 グランプリ
- 第13回日本レコードセールス大賞 作曲賞・シングル部門ゴールデン賞
- 第115回オリコンTOPDISK賞 作曲賞・編曲賞・歌唱賞
- 第47回ゴールデンディスク賞 作曲賞・編曲賞
- 全日本歌謡音楽祭 グランプリ
- KBS新人歌謡音楽祭 特別賞
- FNS歌謡祭 '80音楽大賞 最優秀ヒット賞
- 第22回日本レコード大賞 金賞・作曲賞
- 第10回東京音楽祭 STEVIEWONDERAWARD
- ベストカップル賞（大橋純子「夏女ソニア」）
- 第10回報知映画賞 新人賞
- 第65回日本レコード大賞特別功労賞[8]

## 「もんた&ブラザーズ」メンバー
- もんたよしのり（ボーカル）
- 角田順（ギター）
- 高橋マコト（ギター）
- 豊島修一（ギター）
- 渡辺茂（ベース）
- 林政宏（キーボード）
- マーティー・ブレイシー（ドラム）

## 提供曲
- 西城秀樹[9]
  - ギャランドゥ（作詞・作曲）
  - HONEY（作曲）
  - リグレット（作曲）
- 千葉まなみ
  - ミスタースキャンダル（作曲）
  - 5番ゲート（作曲）